# 秋月町
秋月町（あきづきまち）は、福岡県朝倉郡にあった町。現在の朝倉市の一部。江戸時代は秋月藩の陣屋町。

## 地理
筑後川支流・小石原川の右岸の盆地で、古処山の南西麓に位置していた。

## 歴史

### 沿革
- 1889年（明治22年）4月1日 - 町村制の施行により、夜須郡下秋月村、野鳥村が合併して町制施行し、秋月村が発足[1][2]。
- 1893年（明治26年）12月27日 - 町制施行し秋月町となる[1][2]。
- 1896年（明治29年）4月1日 - 郡の統合により朝倉郡に所属[1][3]。
- 1954年（昭和29年）4月1日 - 朝倉郡甘木町、安川村、上秋月村、立石村、福田村、馬田村、蜷城村、三奈木村、金川村と合併し、甘木市を新設して廃止された[1][2]

### 地名の由来
中世の秋月荘に由来か。

## 産業
主要産業は農業、林業。

## 史跡
- 秋月城（秋月陣屋）[4]